# World on Fire
World on Fire ist das dritte Soloalbum von Slash. Nach den Alben Slash und Apocalyptic Love arbeitet Slash auch in diesem Album mit dem Sänger Myles Kennedy von der Band Alter Bridge zusammen. Wie auch auf dem davor erschienenen Album Apocalyptic Love sind der Bassist Todd Kerns und der Schlagzeuger Brent Fitz (genannt The Conspirators, zu deutsch: Die Mitverschwörer) zu hören. Veröffentlicht wurde das Studioalbum am 16. September 2014 unter dem Label Dik Hayd International.

## Titelliste
| Nr.          | Titel                  | Länge |
| ------------ | ---------------------- | ----- |
| 1.           | World on Fire          | 4:31  |
| 2.           | Shadow Life            | 4:00  |
| 3.           | Automatic Overdrive    | 3:45  |
| 4.           | Wicked Stone           | 5:21  |
| 5.           | 30 Years to Life       | 5:08  |
| 6.           | Bent to Fly            | 4:56  |
| 7.           | Stone Blind            | 3:49  |
| 8.           | Too Far Gone           | 4:07  |
| 9.           | Beneath the Savage Sun | 5:48  |
| 10.          | Withered Delilah       | 3:10  |
| 11.          | Battleground           | 6:59  |
| 12.          | Dirty Girl             | 4:14  |
| 13.          | Iris of the Storm      | 4:00  |
| 14.          | Avalon                 | 3:00  |
| 15.          | The Dissident          | 4:26  |
| 16.          | Safari Inn             | 3:26  |
| 17.          | The Unholy             | 6:48  |
| Gesamtlänge: | Gesamtlänge:           | 77:24 |